# Philipp Walz
Philipp Walz (* 16. Juni 2001) ist ein deutscher Basketballspieler.

## Werdegang
Walz, dessen Mutter Basketball beim TSV Wasserburg und dessen Vater beim FC Bayern München spielte, wurde in seiner Heimatstadt München in der Nachwuchsabteilung des FC Bayern ausgebildet. Im Alter von 16 Jahren verließ er Deutschland, ging als Austauschschüler an die Walsingham Academy nach Williamsburg (US-Bundesstaat Virginia) und kehrte hernach zum FC Bayern zurück.
Ab 2019 spielte Walz für die zweite Münchener Herrenmannschaft in der 2. Bundesliga ProB. 2021 wechselte er innerhalb der Spielklasse zu den White Wings Hanau. Nachdem die Mannschaft während des Spieljahres 2022/23, in der Walz mit Hanau 16 der 20 Hauptrundenbegegnungen gewann und im Durchschnitt 8,5 Punkte je Spiel erzielte, zahlungsunfähig geworden war, schloss er sich im Sommer 2023 dem Zweitligisten Paderborn Baskets an.